# Nymphaea gracilis
Nymphaea gracilis là một loài thực vật có hoa trong họ Nymphaeaceae. Loài này được Zucc. miêu tả khoa học đầu tiên năm 1832.